# Pavlína Ščasná
Pavlína Ščasná (* 3. April 1982 in Roudnice nad Labem) ist eine ehemalige tschechoslowakische Fußballspielerin, die zuletzt beim US-amerikanischen Erstligisten Boston Breakers unter Vertrag stand und dort auch ihre Karriere 2011 beendete.

## Karriere

### Vereine
Ščasná begann neunjährig beim zyprischen Klub Anagennisi Deryneia mit dem Fußballspielen; ihr Vater Zdeněk, ein Profifußballer, ließ als Spielertrainer seine Karriere bei diesem Verein ausklingen.
In die Tschechoslowakei zurückgekehrt, spielte sie ab 1992 in der Fußballabteilung des SK Roudnice nad Labem, einem in ihrem Geburtsort ansässigen Sportverein. Nach vier Spielzeiten in Jungenmannschaften wurde sie 1996 von Sparta Prag verpflichtet,  für den sie 1997 im Alter von 15 Jahren in der Gambrinus Liga, der höchsten tschechischen Spielklasse debütierte. Am Ende ihrer Premierensaison im Seniorenbereich gewann sie mit der Mannschaft den Meistertitel. Trotz ihres jungen Alters gehörte sie von Beginn an zu den Leistungsträgern der Mannschaft, mit der sie in den darauffolgenden vier Spielzeiten (bis 2001) die Meisterschaft gewann und Anfang 1999, 16-jährig, zur tschechischen Fußballspielerin des Jahres 1998 gewählt wurde.
Zur Saison 2001/02 wurde sie vom Bundesligisten FC Bayern München verpflichtet, für den sie mit 14 Toren in 19 Punktspielen zur erfolgreichsten Torschützin avancierte. In der Folgesaison bestritt sie bis zum Jahresende 2002 elf Punktspiele und erzielte am 6. und 27. Oktober, am 17. November und 1. Dezember 2002 jeweils ein Tor.  
Anfang 2003 wechselte sie zum US-amerikanischen Profiverein Philadelphia Charge. In der letzten Profiligasaison der WUSA, die aus finanziellen Gründen nach drei Spielzeiten wieder eingestellt wurde, hatte sie mit Verletzungspech zu kämpfen und absolvierte nur die Punktspiele am ersten, zweiten und zehnten Spieltag.
Nach Deutschland zurückgekehrt, spielte sie erneut für den FC Bayern München und kam während der bereits laufenden Saison 2003/04 noch in 14 Punktspielen zum Einsatz. Bereits in ihrem zweiten Punktspiel am 7. März 2004 (11. Spieltag) erzielte sie beim 3:0-Sieg im Auswärtsspiel gegen den 1. FC Saarbrücken mit dem Treffer zum Endstand in der 65. Minute ihr erstes von zehn Toren. In den beiden darauf folgenden Spielzeiten bestritt sie 39 von 44 Punktspielen und erzielte 17 Tore; in den drei Spielzeiten gelangen ihr sieben Doppeltorerfolge.
2006 nahm sie das Angebot des KIF Örebro an und wechselte in die Damallsvenskan, der höchsten Spielklasse im schwedischen Frauenfußball. Auch 2007 war sie für den Verein aktiv und erzielte insgesamt elf Tore in den Punktspielen, in denen sie eingesetzt wurde. Zum Ligakonkurrenten LdB FC Malmö gewechselt, erzielte sie für diesen von 2008 bis 2010 18 Tore in 56 Punktspielen und gewann mit ihm in ihrer letzten Saison den Meistertitel.
Die Wechselabsicht zum kalifornischen WPS-Profiverein Los Angeles Sol zur Spielzeit 2010 scheiterte am Rückzug des Vereins vom Spielbetrieb Ende Januar 2010 aufgrund finanzieller Schwierigkeiten. Obwohl sie am 4. Februar 2010 von Atlanta Beat gedraftet wurde, entschied sie sich jedoch, nach Verhandlungen mit ihrem Club LdB FC Malmö, nach Schweden zurückzukehren. Für die Spielzeit 2011 wechselte sie zum US-amerikanischen Erstligisten Boston Breakers. Nach der regulären Spielzeit (9. April bis 14. August) beendete sie auch ihre Karriere, da sie in Umständen am 26. August 2011 heiratete.

### Nationalmannschaft
Noch bevor Ščasná für die U-19-Nationalmannschaft zum Einsatz kam, debütierte sie bereits im Alter von 16 Jahren in der A-Nationalmannschaft ihres Landes. Ihr Debüt gab sie am 25. April 1998 in Český Dub beim 1:1-Unentschieden gegen die Auswahl Schottlands. In ihrem zweiten A-Länderspiel am 16. Mai 1998 in Sedlčany erzielte sie mit dem Treffer zum 9:0-Endstand in der 89. Minute gegen die Auswahl Litauens auch ihr erstes Tor. Da sie sich mit der Mannschaft jedoch nie für die Endrunde einer Europa- oder Weltmeisterschaft qualifizieren konnte, erklärte sie nach der verpassten EM-Qualifikation im Herbst 2008 ihren Rücktritt aus der Nationalmannschaft. Ihr letztes von 50 Länderspielen in der A-Nationalmannschaft bestritt sie am 29. Oktober 2008 in Gubbio bei der 1:2-Niederlage gegen die Auswahl Italiens; dabei gelang ihr mit dem Anschlusstreffer in der 67. Minute auch ihr letztes Tor.
Für die U-19-Nationalmannschaft bestritt sie zwischen dem 13. Oktober 1998 und dem 13. Mai 2001 16 Länderspiele und erzielte neun Tore. Ihr Debüt beim 5:0-Sieg in Passau über die Auswahl der Ungarinnen, krönte sie mit dem Treffer zum zwischenzeitlichen 2:0 in der 33. Minute.

## Erfolge
- Schwedischer Meister 2010
- Tschechischer Meister 1997, 1998, 1999, 2000, 2001

## Auszeichnungen
- Tschechische Fußballerin des Jahres 1998, 2004

## Sonstiges
Ščasná stammt aus einer Fußballerfamilie. Ihr Vater Zdeněk spielte für die tschechoslowakische Nationalmannschaft und arbeitet als Fußballtrainer, ihr Bruder Michal ist Profifußballer.